# پورتو نووو
پرتو نووو پایتخت کشور بنین است که جمعیت آن در سال ۱۹۹۲ میلادی ۱۷۹٬۱۳۸ تن بوده و در سال ۲۰۰۵ میلادی جمعیت آن به ۲۳۴٬۱۶۸ نفر رسیده‌است.